# Рослинні клітини

Структура рослинної клитини

Рослинні клітини — еукаріотичні клітини, однак кількома своїми властивостями вони відрізняються від клітин інших еукаріот. До їх відмінних рис відносять:
- Велика центральна вакуоль - простір, заповнений клітинним соком і обмежений мембраною — тонопластом[1][2]. Вакуоля грає ключову роль в підтримці клітинного тургору, контролює переміщення молекул з цитозолю в виділення клітини, зберігає корисні речовини і розщеплює відслужилі старі білки і органели.
- Є клітинна стінка, що складається головним чином з целюлози, а також геміцелюлози, пектину і в багатьох випадках лігніну. Вона утворюється протопластом поверх клітинної мембрани. Вона відмінна від клітинної стінки грибів, що складається з хітину, і бактерій, побудованої з пептидоглікану (муреїну). Клітинна стінка має безліч функцій, від яких залежить життя рослини. До таких функцій належать: забезпечення протопласта, або живої клітини, механічним захистом; забезпечення пористого середовища для циркуляції і розподілу води, мінералів та інших дрібних поживних молекул; забезпечення жорсткими будівельними блоками, з яких можуть бути отримані стабільні структури вищого порядку, такі як листя та стебла, і забезпечення середовища регуляторних молекул, які відчувають присутність патогенних мікробів і контролюють розвиток тканин.[3]
- Спеціалізовані шляхи зв'язку між клітинами — плазмодесми[4], цитоплазматичні містки: цитоплазма і ендоплазматичний ретикулум (ЕПР) сусідніх клітин повідомляються через пори в клітинних стінках[5].
- Пластиди, у тому числі найважливіші — хлоропласти. Хлоропласти містять хлорофіл, зелений пігмент, який поглинає сонячне світло. Як і мітохондрії, чий геном у рослин містить 37 генів[6], пластиди мають власні геноми (пластому), що складаються з близько 100—120 унікальних генів[7]. Як передбачається, пластиди і мітохондрії виникли як прокаріотичні ендосимбіонти, які оселилися в клітині[8].
- Розподіл клітин (мітоз) наземних рослин і деяких водоростей, особливо харових (Charophyta)[9].
- Чоловічі статеві клітини мохів і папоротеподібних мають джгутик, схожий зі джгутиком сперматозоїдів тварин[10][11], але у насіннєвих рослин — голонасінних і квіткових — вони позбавлені джгутика[12] і називаються сперміями.
- З властивих тваринній клітині органел в рослинній відсутні тільки центриолі[13].

## Основні типи рослинних клітин
Паренхімні клітини — це клітини, розміри яких у всіх напрямках однакові або довжина трохи більше ширини. Паренхіму рослин називають також основною тканиною.
Прозенхімні клітини — це витягнуті (довжина у багато разів перевищує ширину) і загострені на кінцях (на відміну від паренхіми) клітини, різні за походженням і функціями. Між прозенхімою (тканиною, утвореною прозенхімними клітинами) і паренхімою є переходи, наприклад, коленхіма і лопатеві гіллясті клітини мезофіла в листі канни і ін. рослин.

## Поділ рослинних клітин

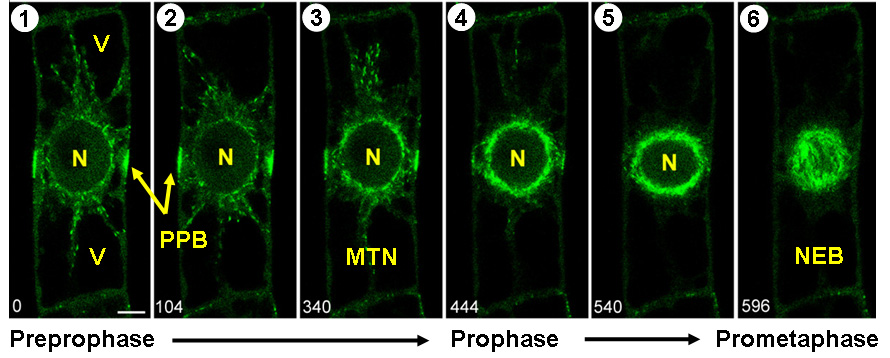
Поділ рослинних клітин

У рослинних клітин є унікальна додаткова фаза мітозу — препрофаза. Вона передує профазі і включає дві основні події:
- Утворення препрофазної стрічки — густого кільця з мікротрубочок, розташованого під плазматичною мембраною[17];
- Початок скупчення мікротрубочок близько до ядерної оболонки[18].

## Клітинна стінка
Клітинна стінка є не тільки у рослинних клітин: вона є у грибів і бактерій, але тільки у рослин вона складається з целюлози (винятком є грибоподібні організми ооміцети, чия клітинна стінка також складається з целюлози).

### Функції
Клітинні стінки рослин виконують такі функції:
- забезпечення можливості тургору (не будь його, внутрішньоклітинний тиск розірвав би клітину);
- роль зовнішнього скелета (тобто надає форму клітині, визначає рамки її зростання, забезпечує механічну і структурну підтримку);
- запасає поживні речовини[20];
- захист від зовнішніх патогенів.

## Органели

### Пластиди
Пластиди  — органели рослинної клітини, що складаються з білкової строми, оточені двома ліпопротеїдними мембранами. Внутрішня з них утворює всередину вирости (тилакоїди, або ламелли).
Гігантські хлоропласти водоростей, присутні в клітці в однині, називаються хроматофорами. Їх форма може бути дуже різноманітною.

### Вакуолі
Вакуоля — порожнина в клітині, заповнена клітинним соком і оточена мембраною — тонопластом. Речовини, що містяться в клітинному соку, визначають величину осмотичного тиску і тургор клітинної оболонки.
Вакуолі виконують в клітці наступні основні функції:
- створення тургору;
- запасання необхідних речовин;
- відкладення речовин, шкідливих для клітини;
- ферментативне розщеплення органічних сполук (це зближує вакуолі з лізосомами)[23].